# North Little Rock
North Little Rock és una població dels Estats Units a l'estat d'Arkansas. Segons el cens del 2000 tenia 60.433 habitants.

## Demografia
Segons el cens del 2000, North Little Rock tenia 60.433 habitants, 25.542 habitatges, i 16.117 famílies. La densitat de població era de 520,7 habitants/km².
Dels 25.542 habitatges en un 28,9% hi vivien nens de menys de 18 anys, en un 41,9% hi vivien parelles casades, en un 17,6% dones solteres, i en un 36,9% no eren unitats familiars. En el 32% dels habitatges hi vivien persones soles el 12,2% de les quals corresponia a persones de 65 anys o més que vivien soles. El nombre mitjà de persones vivint en cada habitatge era de 2,35 i el nombre mitjà de persones que vivien en cada família era de 2,97.
Per edats la població es repartia de la següent manera: un 25,5% tenia menys de 18 anys, un 9% entre 18 i 24, un 28,4% entre 25 i 44, un 22,5% de 45 a 60 i un 14,6% 65 anys o més.
L'edat mediana era de 36 anys. Per cada 100 dones de 18 o més anys hi havia 82,9 homes.
La renda mediana per habitatge era de 35.578 $ i la renda mediana per família de 43.595 $. Els homes tenien una renda mediana de 31.420 $ mentre que les dones 24.987 $. La renda per capita de la població era de 19.662 $. Entorn del 12,4% de les famílies i el 16,1% de la població estaven per davall del llindar de pobresa.

## Poblacions més properes
El següent diagrama mostra les poblacions més properes.